# Anlautmutation
Als (Anlaut-)Mutation oder Anlautwechsel (irreführend bisweilen auch (-)Permutation) bezeichnet man Wechsel oder Anfügungen von Konsonanten im Anlaut eines Wortes, die sich nicht vollständig durch synchrone Lautregeln an der Wortgrenze (sog. externer Sandhi) beschreiben lassen.

## Mutationen in den inselkeltischen Sprachen
Anlautmutationen sind eines der wesentlichen Merkmale aller inselkeltischen Sprachen und bilden ein zentrales Element bei der Ausarbeitung eines Stammbaums für die keltischen Sprachen, da diese einerseits in allen inselkeltischen Sprachen auftreten, andererseits in den betreffenden Einzelsprachen sehr unterschiedlich ausgeprägt sind. Es wird daher meist davon ausgegangen, dass die auf die britischen Inseln gelangenden keltischen Sprachen zwar bereits eine starke Tendenz zu Anlautmutationen aufwiesen, diese jedoch noch nicht voll ausgeprägt waren. Sie unterscheiden sich hinsichtlich der Anzahl der verschiedenen Mutationsklassen, der phonologischen Auswirkungen dieser Mutationsklassen sowie des syntaktischen Kontexts, in dem die jeweiligen Mutationen auftreten. Die festlandkeltischen Sprachen wiesen Anlautmutationen wahrscheinlich nicht oder nicht systematisch auf.

### Irisch

#### Altirisch
Das Altirische kennt drei Arten der Anlautmutation: Lenition, Nasalierung und Aspiration. Die linke Spalte zeigt den nicht mutierten Ausgangslaut (Radikal), die mittleren und rechten Spalten zeigen die mutierten Konsonanten, erst in der schriftlichen Form, dann in Lautumschrift. Die Aussprache palatalisierter Konsonanten ist nicht berücksichtigt.
| Radikal | Leniert     | Nasaliert | Aspiriert |
| ------- | ----------- | --------- | --------- |
| p /p/   | ph /φ/      | p /b/     | p /p/     |
| t /t/   | th /θ/      | t /d/     | t /t/     |
| c /k/   | ch /χ/      | c /g/     | c /k/     |
| b /b/   | b /β/       | mb /mb/   | b /b/     |
| d /d/   | d /δ/       | nd /nd/   | d /d/     |
| g /g/   | g /γ/       | ng /ŋg/   | g /g/     |
| m /m/   | m /μ/       | m, mm /m/ | m, mm /m/ |
| n /n/   | n /ν/       | n, nn /n/ | n /n/     |
| l /l/   | l /λ/       | l, ll /l/ | l /l/     |
| r /r/   | r /ρ/       | r, rr /r/ | r /r/     |
| f /f/   | ḟ, f, _ /_/ | f /β/     | f /f/     |
| s /s/   | ṡ, s /h/    | s /s/     | s /s/     |
| s* /s/  | f, ph /f/   | s /s/     | s /s/     |
| V       | V           | nV        | V, hV     |

s*  älteres /sw/

#### Neuirisch
Die folgende Tabelle zeigt die Mutationen für das Neuirische.
| Radikal | Leniert | Nasaliert |
| ------- | ------- | --------- |
| p /p/   | ph /f/  | bp /b/    |
| t /t/   | th /h/  | dt /d/    |
| c /k/   | ch /x/  | gc /g/    |
| b /b/   | bh /w/  | mb /m/    |
| d /d/   | dh /γ/  | nd /n/    |
| g /g/   | gh /γ/  | ng /ŋ/    |
| m /m/   | mh /w/  | –         |
| f /f/   | fh /Ø/  | bhf /w/   |
| s /s/   | sh /h/  | –         |

Beim Schottisch-Gälischen wird die Nasalierung seltener und im Vergleich zum Neuirischen leicht abgewandelt gebraucht.

### Walisisch
In den britannischen Sprachen werden drei (Walisisch, siehe Tabelle) bzw. vier bis fünf (Bretonisch und Kornisch) Mutationsklassen unterschieden. Die zuletzt genannten Sprachen weisen nur Reste der Nasalierung auf, dafür aber zusätzlich die sogenannte gemischte Mutation – mit Merkmalen mehrerer Mutationsklassen in einer gesonderten Klasse – und die Provektion, bei der stimmhafte Konsonanten enttont werden. Hier die Tabelle für das Walisische:
| Radikal | Leniert | Nasaliert | Aspiriert*** |
| ------- | ------- | --------- | ------------ |
| p /p/   | b /b/   | mh /m̥*/   | ph /f/       |
| t /t/   | d /d/   | nh /n̥*/   | th /θ/       |
| c /k/   | g /g/   | ngh /ŋ̊*/  | ch /x/       |
| b /b/   | f /v/   | m /m/     | –            |
| d /d/   | dd /ð/  | n /n/     | –            |
| g /g/   | _** /Ø/ | ng /ŋ/    | –            |
| m /m/   | f /v/   | –         | –            |
| ll /ɬ*/ | l /l/   | –         | –            |
| rh /r̥*/ | r /r/   | –         | –            |

(*) Diese Laute sind stimmlos (ein stimmloses „l“ ist ein stimmloser alveolarer lateraler Frikativ.

(**) Es wird kein Buchstabe geschrieben (das „g“ fällt aus).

(***) Im Falle eines vokalischen Anlauts bekommt das mutierte Wort ein „h“: arian → ei harian

### Bretonisch
Die Tabelle für das Bretonische sieht wie folgt aus:
| Radikal | Leniert    | Provehiert | Aspiriert | Gemischt   |
| ------- | ---------- | ---------- | --------- | ---------- |
| p /p/   | b /b/      | –          | f /f/     | –          |
| t /t/   | d /d/      | –          | z /z*/    | –          |
| k /k/   | g /g/      | –          | c'h /x/   | –          |
| b /b/   | v /v/      | p /p/      | –         | v /v/      |
| d /d/   | z /z*/     | t /t/      | –         | t /t/      |
| g /g/   | c'h /ɣ, h/ | k /k/      | –         | c'h /ɣ, h/ |
| gw /gw/ | w /w/      | kw /kw/    | –         | w /w/      |
| m /m/   | v /v/      | –          | –         | v /v/      |

(*) Die Reflexe von mittelbretonisch /θ/ und /ð/ sind in /z/ zusammengefallen.
Reste der Nasalierung finden sich im Bretonischen z. B. in dor > an nor (Tür > die Tür).

### Kornisch
Das System der Anlautmutationen im Mittelkornischen ähnelt der im Bretonischen:
| Radikal  | Leniert    | Provehiert | Aspiriert | Gemischt     |
| -------- | ---------- | ---------- | --------- | ------------ |
| p /p/    | b /b/      | –          | f /f/     | –            |
| t /t/    | d /d/      | –          | th /θ/    | –            |
| k, c /k/ | g /g/      | –          | h /h/     | –            |
| qu /kw/  | gw /gw/    | –          | wh /ʍ/    | –            |
| b /b/    | v /v/      | p /p/      | –         | f, v /f, v/  |
| d /d/    | dh, th /ð/ | t /t/      | –         | t /t/        |
| g /g/    | _,w /Ø,w/  | k, c /k/   | –         | h, wh /h, ʍ/ |
| gw /gw/  | w /w/      | qu /kw/    | –         | w, wh /w, ʍ/ |
| ch /tʃ/  | j /dʒ/     | –          | –         | –            |
| m /m/    | v /v/      | –          | –         | f, v /f, v/  |

## Mutationen in künstlichen Sprachen
Auch J. R. R. Tolkien, Professor für Germanistik und bekannter Autor, griff in seiner walisisch anmutenden Kunstsprache Sindarin (und deren Vorgängern bzw. Entwicklungsstufen Goldogrin und Noldorin) auf Anlautmutationen zurück, deren wichtigste ebenfalls die Lenition wie auch die Spiranten nach sich ziehende Nasalmutation sind:
| Grundform | Lenition      | Nasal-Mutation |
| --------- | ------------- | -------------- |
| p /p/     | b /b/         | ph /f, f:/     |
| t /t/     | d /d/         | th /θ/         |
| c /k/     | g /g/         | ch /x/         |
| b /b/     | v /v/         | m /m/          |
| d /d/     | dh, ð /ð/     | n /n/          |
| g /g/     | ' /*ʔ/        | ng /ŋ/         |
| m /m/     | mh /β/, v /v/ | m /m:/         |
| h /h/     | ch /x/        | ch /x/         |
| s /s/     | h /h/         | s /*s:/        |

Beispiele: galadh („Baum“) > i 'aladh („der Baum“), gelaidh („Bäume“) > in gelaidh > i ngelaidh („die Bäume“)

## Anlautmutationen im Deutschen
Der vor allem im Oberdeutschen verbreitete Ausfall des Vokals in der Vorsilbe ge- hat dazu geführt, dass in vielen Dialekten das Partizip Perfekt oft schon eine Morphemgrenze innerhalb des Anlauts enthält, welche zum Teil noch durch Assimilation verwischt worden ist, so zum Beispiel im Luzernerdeutschen bei nasal anlautenden Verben: mache – pmacht ‚machen – gemacht‘, nëë – tnòò ‚nehmen – genommen‘. Im Falle von Anlaut mit Plosiven bewirkt das ausgefallene Präfix Gemination oder ist vollständig geschwunden, etwa bei bairisch geem – ggeem / geem ‚geben – gegeben‘, dringgà – ddrunggà / drunggà ‚trinken – getrunken‘ zürichdeutsch träume – träumt ‚träumen – geträumt‘; in manchen Dialekten ist dabei eine auf das Präfix folgende Lenis fortisiert worden, so dass sich bei den betreffenden Wörtern das Partizip von den übrigen Verbformen nun durch eine Mutation des anlautenden Konsonanten unterscheidet, so etwa bei alemannisch blaase – plaase ‚blasen – geblasen‘, diene – tienet ‚dienen – gedient‘, grabe – ggrabe ‚graben – gegraben‘.

## Anlautmutationen in außereuropäischen Sprachen
Auch in verschiedenen außereuropäischen Sprachen ist das Phänomen der Anlautmutation bekannt:
- Fulfulde (Westafrika; siehe Westatlantische Sprachen)
- Nivchische Sprache (Ostsibirien)
- Guaraní (Südamerika)

Eine Liste mit Sprachen und Sprachfamilien quer über die Erde, die Anlautmutationen aufweisen, findet sich bei Holst 2008.